# New Juke Box Hits
Albums de Chuck Berry
Rockin' at the Hops
(1960) Chuck Berry Twist
(1962)
Singles
1. I'm Talking About You
Sortie : février 1961

New Juke Box Hits est le cinquième album du guitariste, chanteur et auteur-compositeur américain Chuck Berry. Il est sorti en mars 1961 chez Chess Records.

## Histoire
L'enregistrement et la publication de cet album prennent place durant une période difficile pour Chuck Berry, qui est condamné à cinq ans de prison en mars 1960 pour violation du Mann Act. Sa demande d'appel est acceptée, mais il est à nouveau condamné en juin 1961 à une peine réduite à trois ans. Ces déboires constituent une mauvaise publicité pour l'album, dont les ventes sont médiocres et dont aucune chanson ne devient un hit.

## Titres
Toutes les chansons sont écrites et composées par Chuck Berry, sauf mention contraire.

### Face 1
1. I'm Talking About You – 1:46
2. Diploma for Two – 2:28
3. Thirteen Question Method – 2:12
4. Away from You – 2:38
5. Don't You Lie to Me (Hudson Whittaker) – 2:02
6. The Way It Was Before – 2:52

### Face 2
1. Little Star – 2:45
2. Route 66 (Bobby Troup) – 2:45
3. Sweet Sixteen (Joe Josea, B. B. King) – 2:45
4. Run Around – 2:31
5. Stop and Listen – 2:26
6. Rip It Up (John Marascalco, Robert Blackwell) – 1:57

## Musiciens
- Chuck Berry : chant, guitare
- Reggie Boyd : basse
- Johnnie Johnson : piano
- Fred Below, Jaspar Thomas : batterie
- L. C. Davis : saxophone ténor